# Wojciech Kałdowski
Wojciech Kałdowski (* 16. April 1976 in Miastko) ist ein ehemaliger polnischer Leichtathlet, der sich auf den Mittelstreckenlauf spezialisiert hat. Seinen größten Erfolg feierte er mit dem Gewinn der Bronzemedaille über 800 Meter bei den Halleneuropameisterschaften 1996 in Stockholm.

## Sportliche Laufbahn
Erste internationale Erfahrungen sammelte Wojciech Kałdowski vermutlich im Jahr 1995, als er bei den Junioreneuropameisterschaften in Nyíregyháza in 1:47,67 min die Bronzemedaille im 800-Meter-Lauf gewann. Im Jahr darauf gewann er bei den Halleneuropameisterschaften in Stockholm in 1:48,40 min die Bronzemedaille hinter dem Spanier Roberto Parra und Giuseppe D’Urso aus Italien. 1997 belegte er bei den erstmals ausgetragenen U23-Europameisterschaften in Turku in 1:49,48 min den achten Platz und im Jahr darauf gelangte er bei den Europameisterschaften in Budapest mit 1:46,60 min auf den sechsten Platz. 1999 schied er bei den Hallenweltmeisterschaften in Maebashi mit 1:47,58 min im Halbfinale aus und auch bei der Sommer-Universiade in Palma im Juli schied er mit 1:51,83 min im Semifinale aus, wie auch bei den Weltmeisterschaften in Sevilla mit 1:46,49 min. Im Jahr darauf ging er bei den Halleneuropameisterschaften in Gent im Halbfinale nicht mehr an den Start und 2005 beendete er seine aktive sportliche Karriere im Alter von 29 Jahren.
In den Jahren 1996 und 1999 wurde Kałdowski polnischer Meister im 800-Meter-Lauf im Freien sowie 1997 in der Halle. Zudem wurde er 2000 und 2001 Hallenmeister im 1500-Meter-Lauf.

## Persönliche Bestleistungen
- 800 Meter: 1:45,56 min, 6. August 1999 in Sopot
  - 800 Meter (Halle): 1:47,02 min, 30. Januar 2000 in Dortmund
  - 1000 Meter (Halle): 2:19,18 min, 3. Februar 1999 in Erfurt
- 1500 Meter: 3:43,00 min, 8. Juli 2000 in Bydgoszcz
  - 1500 Meter (Halle): 3:48,72 min, 9. Februar 2001 in Chemnitz